# Remo Polizzi
Remo Polizzi (Fontanellato, 2 luglio 1909 – Parma, 7 settembre 1977) è stato un partigiano e sindacalista italiano.

## Gli anni del fascismo: 1923-1945
Operaio tipografo, entrò giovanissimo (1923) nella Federazione giovanile comunista di Parma e ne divenne segretario provinciale nel 1927. Arrestato nel 1928, fu deferito al Tribunale speciale, che lo condannò a un anno e otto mesi di reclusione. Liberato nel 1930, fu nuovamente arrestato nello stesso anno e assegnato a tre anni di confino. Nell'attesa di essere tradotto alle isole, venne nuovamente deferito al Tribunale speciale e condannato, nel 1931, a dodici anni di reclusione. Liberato nel 1935 in seguito ad amnistia, riprese l'attività antifascista e nel gennaio 1940 fu arrestato per la terza volta e nuovamente assegnato a tre anni di confino, che trascorse a Ventotene. A fine periodo, fu trattenuto quale internato di guerra. Liberato il 25 luglio 1943 con la caduta del fascismo, dopo l'8 settembre dello stesso anno partecipò alla Resistenza. Il 10 settembre del 1943 partecipò ad una riunione assieme a Luigi Porcari, Dante Gorreri, Giacomo Ferrari, Umberto Ilariuzzi, Virginio Barbieri e Bruno Tanzi, nella quale si gettarono le basi organizzative della resistenza armata contro l'occupazione nazista. Fu segretario delle federazioni comuniste di Parma e poi di Piacenza (marzo 1944), facendo parte del Comitato di Liberazione Nazionale, organizzando formazioni partigiane in pianura e in montagna (operò nella Bassa parmense, nella zona di Salsomaggiore e nel Bardigiano). Nell'ottobre 1944 fu nominato commissario politico del Comando unico operativo della montagna piacentina (XIII Zona), incarico che tenne fino alla Liberazione. Per la sua attività nella Resistenza fu decorato di medaglia d'argento al valor militare.

## Dalla Liberazione agli ultimi anni
Dopo la Liberazione assolse a diversi incarichi politici e sindacali. Rientrato a Parma, divenne responsabile della Commissione stampa e propaganda della locale Federazione comunista e diresse il periodico "Eco del Lavoro" (fondato da Bruno Longhi). Figura integerrima, si dedicò pure ai maggiori problemi amministrativi del dopoguerra in veste di assessore del Comune di Parma e della Provincia. Fu tra i dirigenti dell'Associazione Nazionale Partigiani d'Italia di Parma e dell'Istituto Storico della Resistenza di Parma (di cui fu tra i fondatori e segretario dal 1964 al 1971). 
Un'opera letteraria di Polizzi, dal titolo Il lavoro cospirativo, uscito nel 1968 con uno scritto di Umberto Terracini, acquistò una qualche notorietà nazionale, testimoniando senza retorica i sacrifici sopportati da chi si schierò apertamente contro il fascismo e preparò, nelle prigioni e al confino, il riscatto democratico del Paese. In precedenza aveva anche scritto un interessante Sommario delle azioni partigiane in provincia di Parma.